# Christentum auf den Malediven
Christen sind auf den Malediven eine religiöse Minderheit.

## Situation der Christen
Der sunnitische Islam ist gemäß der seit 1997 geltenden Verfassung des Landes die alleinige Staatsreligion. Es gibt keine Toleranz gegenüber Angehörigen anderer Religionen. Der von 1978 bis 2008 autokratisch regierende Präsident Maumoon Abdul Gayoom, ein vehementer Vertreter der Vormachtstellung des Islam auf den Malediven, begründet dies unter anderem mit der Abwehr westlicher Einflüsse in Religion und Kultur und einem ansonsten drohenden Verlust der Unabhängigkeit des Landes.
Die öffentliche Ausübung der christlichen Religion ist verboten; christlichen Ausländern ist die Ausübung ihrer Religion allein im privaten Rahmen gestattet. Christliche Mission ist strengstens untersagt. 1998 verwies man alle ausländischen Christen, die unter Verdacht standen, Missionare zu sein, des Landes; 50 einheimische Christen sollen inhaftiert und teils gefoltert worden sein. Ein Vertreter der Malediven in Colombo dementierte die Berichte über die Verfolgung von Christen. Das christliche Hilfswerk Open Doors führt die Malediven 2023 in seinem Weltverfolgungsindex, der das Ausmaß der Verfolgung von Christen angibt, auf dem 18. Platz.

## Konfessionen
Von der römisch-katholischen Kirche werden die Malediven seit 1886 zum Gebiet der Erzdiözese Colombo (Sri Lanka) gezählt. Nach Angaben der World Christian Encyclopedia existieren auf den Malediven die anglikanische Church of South India, die Mennoniten (darunter auch die Evangelical Mennonite Church) und die Siebenten-Tags-Adventisten.